# Pokrov (raïon de Gaguino)
Pokrov (Покров) est un village de Russie situé dans le raïon de Gaguino de l'oblast de Nijni Novgorod. C'est le siège administratif du conseil rural de Pokrov qui comprend sept autres localités.

## Géographie
Pokrov se trouve à 12 km de Gaguino et à 3 km de la Piana. Il est sur la rive droite de la petite rivière Lepna, non loin de sa confluence avec la Piana.

## Histoire
Le village s'appelait autrefois Denissovskoïé et les premières mentions écrites de son existence datent du XVIIe siècle. Il est mentionné dans les Actes locaux d'Arzamas de 1578-1618 du 19 octobre 1612 sous le nom de Pokrovskoïé dans l'ouïezd d'Arzamas. Cela indique qu'il y avait une église dédiée à l'Intercession de la Mère de Dieu (sa traduction en russe). Il semble que le village ait été fondé dans la seconde moitié du XVIe siècle. Le village est ainsi décrit dans ces Actes: « Le village de Pokrovskoïé se trouve sur la rivière Lepna, au-delà de la forêt noire et s'appelait autrefois Denissovskoïé; il y avait une église de bois de l'Intercession. » Dans les années 1780, Pokrovskoïé était composé de quatre parties dont l'une s'étendait la long de la rivière Lepna. L'église se trouvait à la limite nord-est près du barrage et une grande route la longeait menant d'Arzamas à Alatyr. De l'est du village deux chemins conduisaient au moulin à farine du village d'Alexandrovo. Du sud de Pokrovskoïé se trouvait une route venant du village de Peressekino. La limite sud-ouest du village était bordée par un grand ravin; lors de la fonte printanière, il charriait les eaux en direction de la Lepna.

## Lieux à voir
- Monument aux morts de la Grande Guerre patriotique de 1941-1945, rendant hommage à près de deux cents soldats de Pokrov morts au front. Chaque 9 mai, un rassemblement a lieu en mémoire de la victoire sur l'Allemagne hitlérienne.

## Nature
Le village a beaucoup de verdure et d'arbres. Il y a environ cinq étangs et marécages dans le village. A trois kilomètres du village coule la rivière Piana et de hautes montagnes vallonnées sont visibles, sur lesquelles se trouvent d'autres villages. Si l'on regarde Pokrov depuis la montagne du village de Sobolevo, il se tient également sur une haute colline.
De l'autre côté du village, il y a une forêt près de laquelle se trouve l'étang Riabinka. À l'emplacement de cet étang autrefois se trouvait un ravin dans lequel jaillissaient de petites sources. Plus tard, un petit barrage y a été construit. Les troupeaux de vaches s'y abreuvaient.
Le kolkhoze Lénine a construit en 1980 un barrage, ce qui a formé l'étang appelé Riabinka car des buissons de sorbiers (рябина riabina) poussent tout autour.  

## Aujourd'hui
Une grande partie de la population est composée de retraités ou de personnes proche de la retraite. La jeunesse a tendance à partir trouver du travail en ville. L'on trouve au milieu du village l'ancienne école qui abrite désormais l'administration du conseil rural, un point médical, un bureau de la Poste de Russie et un jardin d'enfants. En face, il y a la maison de la culture avec la bibliothèque municipale et à côté, le monument aux morts. Le village dispose d'un magasin d'alimentation générale et de diverses fournitures. Entre la rue de l'Étang et la rue Rouge, l'on trouve un grand étang.

## Population
- 2002 : 314 habitants
- 2010 : 283 habitants[2]